# バーベルクラブ
バーベルクラブは、1962年に創部された早稲田大学のウエイトトレーニングクラブである。早稲田大学学生課には「バーベルクラブ」で登録されているが、対外的な名称は「早大バーベルクラブ」「早稲田大学バーベルクラブ」。「WBC」と略すこともある。
学生ボディビル界では古くから優勝者・上位入賞者を輩出し、OBに6名の全日本優勝者がいるほか、ミスター早稲田ボディビルコンテスト（通称 ミスター早稲田）を企画運営する団体として知られている。
2018年、早稲田大学で最も名誉ある賞「小野梓記念賞」をサークル（学生の会）として初めて受賞した。これは長年の実績に加えて全日本団体優勝を2年連続で受賞したことに寄るもの。
近年、新たに発足するウエイトトレーニングクラブでもバーベルクラブの名称を採用する傾向があるが、その元祖は早稲田大学のバーベルクラブである。

## 主な戦績（個人）
1991年　関東学生ボディビル選手権　優勝　萩原雄樹
1991年　全日本学生ボディビル選手権　優勝　池田健
1992年　関東学生ボディビル選手権　優勝　萩原雄樹
1992年　全日本学生ボディビル選手権　優勝　萩原雄樹
1995年　関東学生ボディビル選手権　優勝　山岸秀匡
1995年　全日本学生ボディビル選手権　優勝　山岸秀匡　
1996年　関東学生ボディビル選手権　優勝　山岸秀匡
1996年　全日本学生ボディビル選手権　優勝　山岸秀匡